# Aröd
Aröd är en ort i den nordligaste delen av Kungälvs kommun i Solberga socken och utgör en halvö i Hakefjorden. Orten var fram till 2000 klassad som en småort men hade 2005 växt samman med grannorten Timmervik och bildar sedan dess tätorten Aröd och Timmervik.

## Historia
Aröd har sina rötter i jordbruk och fiske och kombinationer av dessa. Under 1950- och 1960-talen blev området mycket populärt för sommarboende, med sina kala urtidskullar och bördiga jord. Sommarhusområdena har under senare år alltmer permanentats för åretruntboende. 

## Samhället
Aröd är uppdelat i Norra Aröd och Södra Aröd. Södra Aröd sträcker sig längs vattnet och där finns det två kommunala badplatser: Vadholmen med sandstrand och klipphällar, den andra är en sandstrand som i folkmun kallas Fårängen, Snappens, Elefantbadet, Kommunala badet eller Aröds badplats. Norra Aröd domineras av lite ängsmark och bergig skog. Aröd gränsar till Timmervik, Ryr, Flögen och Knaverstad